# Babice, Prachatice
Babice là một làng thuộc huyện Prachatice, vùng Jihočeský, Cộng hòa Séc.